# 阳城县
35°29′10″N 112°24′53″E / 35.48611°N 112.41472°E
阳城县是山西省晋城市的一个县，位于山西省南端中段，面积1968平方公里，縣人民政府駐鳳城鎮新陽東街1號。

## 历史
阳城古称濩泽，北魏时始称阳城。

## 地理
地势西高东低。
主要河流沁河。

## 行政区划
阳城县下辖12个镇、3个乡：
凤城镇、北留镇、润城镇、町店镇、芹池镇、次营镇、横河镇、河北镇、蟒河镇、东冶镇、白桑镇、演礼镇、寺头乡、西河乡、董封乡。

## 交通
- 342国道过境。
- 侯月铁路
- 晋阳高速公路
- 阳翼高速公路

## 人口
2020年第七次全国人口普查阳城县常住人口350474人。

## 经济
阳城的煤炭产业和旅游业较发达。
2011年地区生产总值达到139.86亿元，财政总收入25.34亿元。

## 风景名胜
- 全国重点文物保护单位9项：下交汤帝庙（6-357）、开福寺（6-371）、润城东岳庙（6-375）、海会寺（6-448）、郭峪村古建筑群（6-460）、砥洎城（6-471）、陈廷敬故居（7-0868）、阳城文庙（8-0240-3-043）、阳城寿圣寺及琉璃塔（8-0246-3-049）
- 山西省文物保护单位15项：屯城东岳庙（2-97）、上伏大庙（5-101）、中庄古建筑群（6-211）、上庄古建筑群（6-212）潘沟关帝庙（6-213）、杨继宗府第（6-214）、南留成汤庙（6-215）、封头汤帝庙拜亭（6-216）、羊泉汤帝庙（6-217）、刘西府君祠（6-218）、王曲成汤庙（6-219）、中寨成汤庙（6-220）、望川开明寺（6-221）屯城古建筑群（6-222）孙文龙故居（6-354）
- 阳城县文物保护单位
- 蟒河风景区，被譽為北方小桂林
- 县城东门外基督教八福客栈旧址（当地还称呼为旧耶稣堂院），该客栈通过英格丽·褒曼主演的好莱坞影片《六福客栈》，被西方广为人知。

- 中国历史文化名镇1处：
  - 润城镇（5）
  - 横河镇（7）
- 中国历史文化名村10处：
  - 北留镇皇城村（2）
  - 北留镇郭峪村（3）
  - 润城镇上庄村（4）
  - 润城镇屯城村（6）
  - 凤城镇南安阳村（7）
  - 北留镇尧沟村（7）
  - 润城镇上伏村（7）
  - 固隆乡府底村（7）
  - 固隆乡泽城村（7）
  - 固隆乡固隆村（7）
- 山西省历史文化名镇：
  - 町店镇（2）
- 山西省历史文化名村：
  - 北留镇大桥村（1）
  - 白桑乡洪上村（2）
  - 润城镇上庄村（4）
  - 河北镇孤堆底村（5）
  - 润城镇中庄村（5）
  - 北留镇章训村（6）
  - 北留镇大树村（6）
  - 润城镇北音村（6）
  - 润城镇刘善村（6）
  - 润城镇下庄村（6）
  - 町店镇义城村（6）
  - 西河乡王曲村（6）

## 名人
- 陳廷敬